# Conjunto Kakeya

Aguja que rota dentro de una deltoide. En cada posición de la rotación, la aguja se encuentra en contacto con la deltoide en tres puntos: los dos extremos (azules) y un punto tangente (negro).
El punto central de la aguja (rojo) describe una circunferencia con un diámetro igual a la mitad del largo de la aguja.

En el ámbito de las matemáticas, un conjunto Kakeya o conjunto Besicovitch es cualquier conjunto de puntos en el espacio euclídeo que contiene un segmento unitario de línea en todas las direcciones.
Mientras que muchos tipos de objetos satisfacen esta propiedad, varios resultados y preguntas interesantes son motivadas al intentar responder cuán pequeños pueden ser los conjuntos. Abram Bezikóvich demostró que hay conjuntos Besicovitch de medida nula.
Un conjunto de agujas Kakeya (a veces denominado "conjunto Kakeya") es un conjunto (Besicovitch) en un segmento de línea que puede ser rotado continuamente 180 grados, volviendo a su posición original con la orientación invertida. Bezikóvich demostró que hay conjunto de agujas Kakeya de medida positiva arbitrariamente pequeña.

## Problema de Kakeya
El problema de aguja de Kakeya pregunta si existe una superficie mínima de una región D en un plano, en que una aguja puede ser girada a 360°. 
Esta primera fue planteada en primer lugar, para las regiones convexas, por Soichi Kakeya.
Parece que él sugirió que D en un área mínima, sin la restricción de convexidad, sería una forma deltoide de tres puntas. El problema original fue resuelto por Pál. La historia temprana de esta pregunta ha sido objeto de debates.